# St. Jacobus (Grimmen)

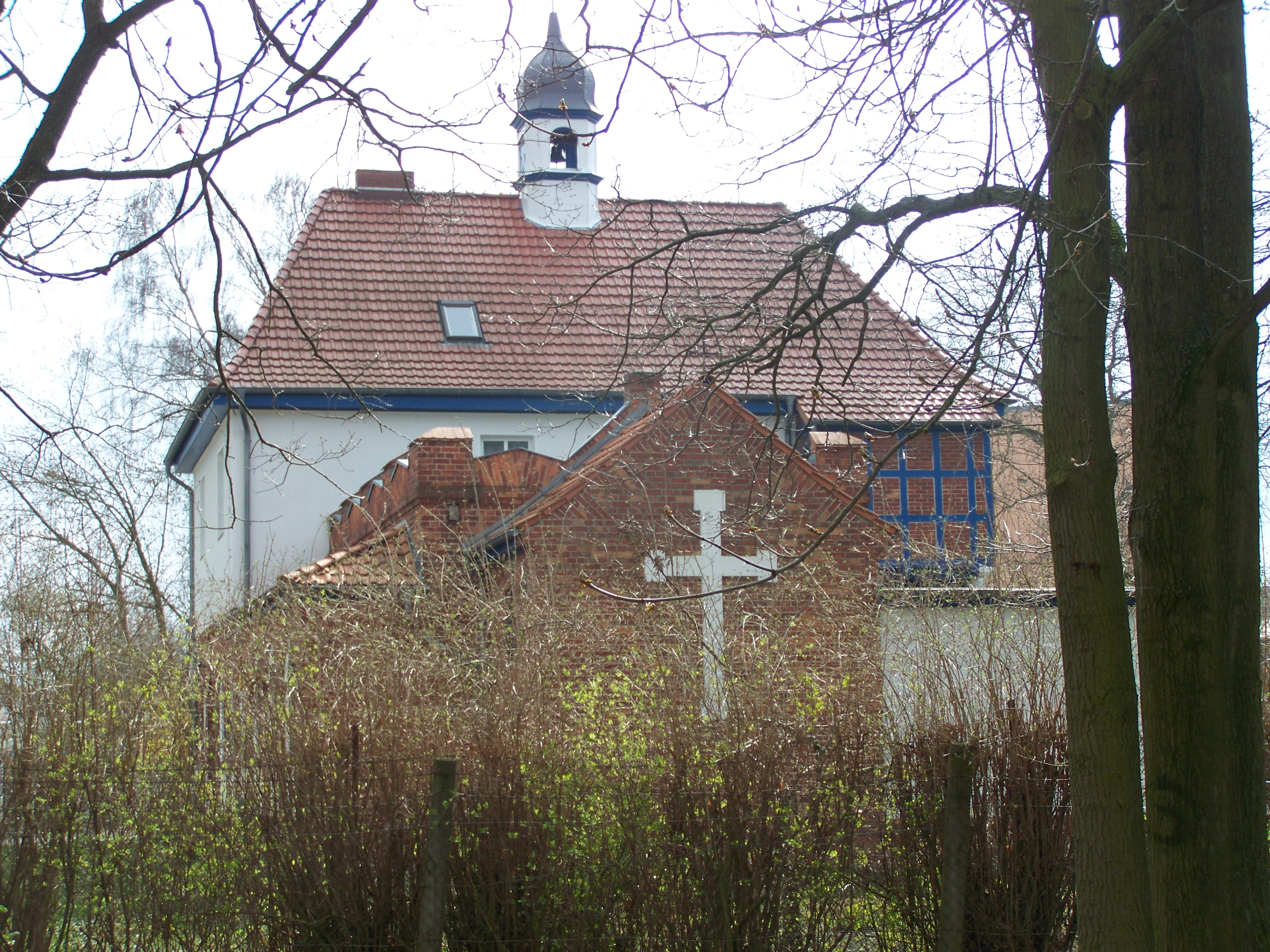

Die römisch-katholische Kirche St. Jacobus in Grimmen (Mecklenburg-Vorpommern), Dr.-Kurt-Fischer-Straße 1, wurde im Jahr 1926 errichtet.
Das Gebäude steht unter Denkmalschutz.

## Geschichte
Grimmen, mit 9489 Einwohnern (2019), wurde 1267 erstmals erwähnt. In dem nach der Reformation protestantischen Vorpommern (ab 1534) entwickelten sich im 19. und 20. Jahrhundert wieder einzelne katholische Kirchengemeinden, die zunächst zum Bistum Breslau und dann zum 1929/30 gebildeten Bistum Berlin gehörten. Nach dem Zweiten Weltkrieg wuchs die Zahl der Katholiken durch den Zuzug der Vertriebenen aus den ehemaligen deutschen Ostgebieten.
Das zweigeschossige, im Obergeschoss verputzte Gebäude ist eine Verbindung von Kirche und Wohnhaus und wurde 1926 als Missionshaus mit Kapelle gebaut. Es besitzt ein Walmdach und einen markanten Dachreiter mit Glockenstube und Glockenhaube. Das Untergeschoss mit einer Backsteinfassade wird durch die hohen rundbögigen Fenster und das Portal betont. An dem eingeschossigen Saalanbau dominiert das Kreuz an der Nordseite. Die bleiverglasten bunten Fenster stellen in neun Bildern das Glaubensbekenntnis dar. Das Fenster im Vorraum zeigt den Apostel Jakobus den Älteren (Jacobus Maior) als Schutzpatron der Kirche.
Die Kirche gehörte bis 2019 zur Pfarrei Maria Rosenkranzkönigin in Demmin. Die Pfarrei fusionierte ab Januar 2020 mit den Pfarreien Hl. Dreifaltigkeit (Stralsund) und St. Bonifatius (Bergen auf Rügen) zur Pfarrei St. Bernhard Stralsund/Rügen/Demmin im damaligen Dekanat Vorpommern des Bistums Berlin. Die Jakobsmuschel ist heute an vielen Stellen von Grimmen zu sehen, als Kennzeichnung des Pilgerweges vom Baltikum über Grimmen nach Santiago de Compostela in Spanien.